# Насран-Алдар
Насран-Алдар (осет.  Насран-Æлдар) — персонаж осетинского нартского эпоса, племянник Уастырджи, влиятельный правитель, с которым дружили многие нарты.

## Мифология
Насран-Алдар имел семь бездетных жён. Две из них были похищены турецким ханом Елта-Быца. Одну из помог освободить нарт Аца, отдав за её телесную честь свою жизнь. Другую жену освободил Ацамаз — сын Аца. Узнав о её похищении, нарты поднялись по тревоге и погнались за похитителем. В этой команде был юный Ацамаз, мечтавший отомстить за своего отца. Ацамаз, вступив в бой с турками, был тяжело ранен и попал к ним в плен. Жена хана попросила Елта-Быца не убивать юного нарта и оставить его в башне. Ночью Ацамаз, проникнув в спальню хана, перерезал ему горло и освободил жену Насран-Алдара:

«Насран-Алдар! Ты был присяжным братом моего отца Аца, убитого ханом Елта-Быца во время похищения им твоей молодой невесты. Хана я зарезал его же маленьким булатным кинжалом, который он вынес в руке из утробы своей матери в час рождения. За смерть моего отца мы отомстили хану Елта-Быца его жизнью, и всем туркам досталось от наших рук. Вот твоя молодая. Бери её и живи с ней счастливо и многие годы».

В благодарность за освобождение своей молодой жены Насран-Алдар отдал Ацамазу в жёны взятую в плен ханшу.

## Источник
- Нарты. Осетинский героический эпос, М., изд. «Наука», Главная редакция восточной литературы, 1989, ISBN 5-02-016996-X